# Frank Sampedro
Frank „Poncho“ Sampedro (* 25. února 1949) je americký rockový kytarista a zpěvák. Narodil se v Západní Virginii a v dětství se přestěhoval do Detroitu. Když dostal řidičské oprávnění, odjel do Kalifornie, kde postupně hrál v několika kapelách. V listopadu 1974 se stal členem skupiny Crazy Horse a v následujícím roce se skupinou doprovázenou Neilem Youngem nahrál album Zuma. V pozdějších letech hrál na řadě dalších alb jak Crazy Horse s Youngem tak i bez něj a rovněž i na několika Youngových albech bez Crazy Horse.